# Teresin (powiat kutnowski)
Teresin – wieś w Polsce, położona w województwie łódzkim, w powiecie kutnowskim, w gminie Krośniewice.
W latach 1975–1998 wieś należała administracyjnie do województwa płockiego.

## Integralne części wsi
| SIMC    | Nazwa   | Rodzaj               |
| ------- | ------- | -------------------- |
| 0567758 | Pniewko | część wsi do 2023 r. |

## Zabytki
Według rejestru zabytków Narodowego Instytutu Dziedzictwa na listę zabytków wpisane są obiekty:
- zespół dworski, poł. XIX w., nr rej.: 490 z 10.04.1979:
  - dwór
  - oficyna
  - park